# لوئیس کلاسر هیل
لوئیس کلاسر هیل (انگلیسی: Louise Closser Hale؛ ۱۳ اکتبر ۱۸۷۲ – ۲۶ ژوئیهٔ ۱۹۳۳) یک هنرپیشه، نمایش‌نامه‌نویس و رمان‌نویس اهل ایالات متحده آمریکا بود.
از فیلم‌ها یا برنامه‌های تلویزیونی که وی در آن نقش داشته است می‌توان به سوپ اردک، قطار سریع‌السیر شانگهای، دیوانه سینما، پاریس اشاره کرد.